# روزا مصطفى عبد الخالق
روزا عبد الخالق هي كابتن طيار، من مواليد عدن 1971، وهي أول فتاة يمنية تقود طائرة، وأول فتاة يمنية أيضا تحصل على درجة (الكابتن) بامتياز لقيادة كافة أنواع الطائرات المدنية.
في عام 2013 تمكنت الكابتن روزا عبد الخالق من قياده طائرة يمنية من طراز (بوينغ 727) تابعة لشركة الطيران اليمنية بسلام حيث كانت هي قائدة الطائرة وقتها.
كانت رحلتي بتاريخ ٣مايو ٢٠٢٤م من عدن الى المملكة العربية السعودية-جدة كان كابتن وقائد الطائرة هي الكابتن روزا حفظهما الله من كل شر وادامها انها فخر لليمن اجمع 